# مارك هال (لاعب كرة قدم أمريكية)
مارك هال (بالإنجليزية: Mark Hall)‏ هو لاعب كرة قدم أمريكية أمريكي، ولد في 21 أغسطس 1965.